# Parigi-Nizza 2004
La Parigi-Nizza 2004, sessantaduesima edizione della corsa, si svolse dal 7 al 14 marzo su un percorso di 1 305 km ripartiti in 8 tappe. Fu vinta dal tedesco Jörg Jaksche davanti all'italiano Davide Rebellin e allo statunitense Bobby Julich.

## Tappe
| Tappa  | Data     | Percorso                                           | km    | Vincitore di tappa       | Leader cl. generale |
| ------ | -------- | -------------------------------------------------- | ----- | ------------------------ | ------------------- |
| 1ª     | 7 marzo  | Chaville > Issy-les-Moulineaux (cron. individuale) | 13.2  | Jörg Jaksche             | Jörg Jaksche        |
| 2ª     | 8 marzo  | Chaville > Montargis                               | 166.5 | Pedro Horrillo           | Jörg Jaksche        |
| 3ª     | 9 marzo  | La Chapelle-Saint-Ursin > Roanne                   | 229   | Léon van Bon             | Jörg Jaksche        |
| 4ª     | 10 marzo | Roanne > Le Puy-en-Velay                           | 179   | tappa annullata per neve | Jörg Jaksche        |
| 5ª     | 11 marzo | Le Puy-en-Velay > Rasteau                          | 215   | Aleksandr Vinokurov      | Jörg Jaksche        |
| 6ª     | 12 marzo | Rasteau > Gap                                      | 173.5 | Denis Menchov            | Jörg Jaksche        |
| 7ª     | 13 marzo | Digne-les-Bains > Cannes                           | 185.5 | Aleksandr Vinokurov      | Jörg Jaksche        |
| 8ª     | 14 marzo | Nizza > Nizza                                      | 144   | Aleksandr Vinokurov      | Jörg Jaksche        |
| Totale | Totale   | Totale                                             | 1305  |                          |                     |

## Dettagli delle tappe

### 1ª tappa
- 7 marzo: Chaville > Issy-les-Moulineaux (cron. individuale) – 13,2 km

| Pos. | Corridore       | Squadra      | Tempo  |
| ---- | --------------- | ------------ | ------ |
| 1    | Jörg Jaksche    | Team CSC     | 17'19" |
| 2    | Davide Rebellin | Gerolsteiner | a 4"   |
| 3    | Erik Dekker     | Rabobank     | s.t.   |

| Pos. | Corridore       | Squadra      | Tempo  |
| ---- | --------------- | ------------ | ------ |
| 1    | Jörg Jaksche    | Team CSC     | 17'19" |
| 2    | Davide Rebellin | Gerolsteiner | a 4"   |
| 3    | Erik Dekker     | Rabobank     | s.t.   |

### 2ª tappa
- 8 marzo: Chaville > Montargis – 166,5 km

| Pos. | Corridore       | Squadra      | Tempo    |
| ---- | --------------- | ------------ | -------- |
| 1    | Pedro Horrillo  | Quick Step   | 3h47'55" |
| 2    | Beat Zberg      | Gerolsteiner | s.t.     |
| 3    | Michele Bartoli | Team CSC     | s.t.     |

| Pos. | Corridore       | Squadra      | Tempo    |
| ---- | --------------- | ------------ | -------- |
| 1    | Jörg Jaksche    | Team CSC     | 4h05'12" |
| 2    | Davide Rebellin | Gerolsteiner | a 6"     |
| 3    | Bobby Julich    | Team CSC     | a 18"    |

### 3ª tappa
- 9 marzo: La Chapelle-Saint-Ursin > Roanne – 229 km

| Pos. | Corridore      | Squadra      | Tempo    |
| ---- | -------------- | ------------ | -------- |
| 1    | Léon van Bon   | Lotto-Domo   | 5h38'18" |
| 2    | Thomas Ziegler | Gerolsteiner | s.t.     |
| 3    | Tom Boonen     | Quick Step   | a 25"    |

| Pos. | Corridore       | Squadra      | Tempo    |
| ---- | --------------- | ------------ | -------- |
| 1    | Jörg Jaksche    | Team CSC     | 9h43'55" |
| 2    | Davide Rebellin | Gerolsteiner | a 6"     |
| 3    | Bobby Julich    | Team CSC     | a 18"    |

### 4ª tappa
- 10 marzo: Roanne > Le Puy-en-Velay – 179 km - tappa annullata per neve

### 5ª tappa
- 11 marzo: Le Puy-en-Velay > Rasteau – 215 km

| Pos. | Corridore           | Squadra  | Tempo    |
| ---- | ------------------- | -------- | -------- |
| 1    | Aleksandr Vinokurov | T-Mobile | 5h06'15" |
| 2    | Jörg Jaksche        | Team CSC | a 4"     |
| 3    | Michele Bartoli     | Team CSC | s.t.     |

| Pos. | Corridore       | Squadra      | Tempo     |
| ---- | --------------- | ------------ | --------- |
| 1    | Jörg Jaksche    | Team CSC     | 14h50'07" |
| 2    | Davide Rebellin | Gerolsteiner | a 10"     |
| 3    | Bobby Julich    | Team CSC     | a 25"     |

### 6ª tappa
- 12 marzo: Rasteau > Gap – 173,5 km

| Pos. | Corridore      | Squadra           | Tempo    |
| ---- | -------------- | ----------------- | -------- |
| 1    | Denis Menchov  | Illes Balears     | 4h52'22" |
| 2    | Samuel Sánchez | Euskaltel         | s.t.     |
| 3    | Floyd Landis   | US Postal Service | s.t.     |

| Pos. | Corridore       | Squadra      | Tempo     |
| ---- | --------------- | ------------ | --------- |
| 1    | Jörg Jaksche    | Team CSC     | 19h42'49" |
| 2    | Davide Rebellin | Gerolsteiner | a 14"     |
| 3    | Bobby Julich    | Team CSC     | a 42"     |

### 7ª tappa
- 13 marzo: Digne-les-Bains > Cannes – 185,5 km

| Pos. | Corridore           | Squadra       | Tempo    |
| ---- | ------------------- | ------------- | -------- |
| 1    | Aleksandr Vinokurov | T-Mobile      | 4h39'02" |
| 2    | Kim Kirchen         | Fassa Bortolo | a 18"    |
| 3    | Jens Voigt          | Team CSC      | s.t.     |

| Pos. | Corridore       | Squadra      | Tempo     |
| ---- | --------------- | ------------ | --------- |
| 1    | Jörg Jaksche    | Team CSC     | 24h22'08" |
| 2    | Davide Rebellin | Gerolsteiner | a 15"     |
| 3    | Bobby Julich    | Team CSC     | a 43"     |

### 8ª tappa
- 14 marzo: Nizza > Nizza – 144 km

| Pos. | Corridore           | Squadra       | Tempo    |
| ---- | ------------------- | ------------- | -------- |
| 1    | Aleksandr Vinokurov | T-Mobile      | 3h35'43" |
| 2    | Denis Menchov       | Illes Balears | s.t.     |
| 3    | Torsten Hiekmann    | T-Mobile      | a 1'37"  |

| Pos. | Corridore       | Squadra      | Tempo     |
| ---- | --------------- | ------------ | --------- |
| 1    | Jörg Jaksche    | Team CSC     | 28h00'01" |
| 2    | Davide Rebellin | Gerolsteiner | a 15"     |
| 3    | Bobby Julich    | Team CSC     | a 43"     |

## Classifiche finali

### Classifica generale
| Pos. | Corridore           | Squadra                | Tempo     |
| ---- | ------------------- | ---------------------- | --------- |
| 1    | Jörg Jaksche        | Team CSC               | 28h00'01" |
| 2    | Davide Rebellin     | Gerolsteiner           | a 15"     |
| 3    | Bobby Julich        | Team CSC               | a 43"     |
| 4    | Jens Voigt          | Team CSC               | s.t.      |
| 5    | George Hincapie     | US Postal Service      | a 46"     |
| 6    | Frank Vandenbroucke | MrBookmaker-Palmans    | a 57"     |
| 7    | Óscar Pereiro       | Phonak Hearing Systems | a 1'01"   |
| 8    | Michael Rogers      | Quick Step-Davitamon   | a 1'09"   |
| 9    | Fränk Schleck       | Team CSC               | a 1'36"   |
| 10   | José Azevedo        | US Postal Service      | a 1'46"   |